# La Tour des ambitieux
Pour plus de détails, voir Fiche technique et Distribution.
La Tour des ambitieux (Executive Suite) est un film américain de Robert Wise, sorti en 1954.

## Synopsis
Avery Bullard, président de la fabrique de meubles Tredway, vient de mourir d’une crise cardiaque. N’ayant pas nommé de successeur, le conseil d’administration doit voter pour son remplacement. Aussitôt une lutte sans merci pour la conquête du poste va se dérouler entre les sous-directeurs. Loren Phineas Shaw, le favori, est plus préoccupé par la rentabilité de l’entreprise que par sa qualité. Il veut le pouvoir, quitte à employer le chantage. Julia Tredway, veuve du fondateur et actionnaire principale, trop affectée par la mort de Bullard dont elle était amoureuse a tout de suite promis son soutien à Shaw. Frederick Alderson, le vice-président, est un homme intègre mais il se sent dépassé par la situation et ne compte pas briguer le poste. Il fonde ses espoirs sur McDonald Walling, jeune ingénieur idéaliste, qui hésite encore à se présenter.
Le vote semble pencher en faveur de Shaw qui a réussi à mettre de son côté Josia Walter Dudley, un opportuniste plus préoccupé par sa maîtresse Eva Bardeman que par la société et George Nyle Caswell qui a accepté de l’argent en échange de son vote. Manœuvre et machinations vont faire basculer le vote en faveur de Shaw. Walling, dans une manœuvre désespérée va essayer de convaincre Julia Tredway de voter pour lui, en lui parlant de ses désirs de faire revenir l’entreprise dans la qualité et la modernité.Au moment du vote, l'enthousiasme de Walling et sa vision ont convaincu Julia Tredway, il aura sa voix entraînant finalement celle de tous les membres du conseil.

## Fiche technique
- Titre : La Tour des ambitieux
- Titre original : Executive Suite
- Réalisation : Robert Wise
- Production : John Houseman et Jud Kinberg (producteur associé)
- Société de production : Metro-Goldwyn-Mayer
- Scénario : Ernest Lehman, d'après le roman Executive Suite de Cameron Hawley
- Photographie : George J. Folsey
- Montage : Ralph E. Winters
- Direction artistique : Cedric Gibbons et Edward Carfagno
- Décors : Emile Kuri et Edwin B. Willis
- Costumes : Helen Rose
- Montage : Ralph E. Winters
- Pays de production : États-Unis
- Langue : anglais
- Format : Noir et blanc - Son : Mono (Western Electric Sound System)
- Genre : Drame
- Durée : 104  minutes
- Dates de sortie :   
  - États-Unis : 6 mai 1954 (New York)
  - France : 17 septembre 1954

## Distribution
- William Holden (VF : Jacques Dacqmine) : McDonald Walling
- Barbara Stanwyck (VF : Paula Dehelly) : Julia O. Tredway
- Fredric March (VF : Jean Marchat) : Loren Phineas Shaw
- June Allyson (VF : Louise Conte) : Mary Blemond Walling
- Walter Pidgeon (VF : Pierre Morin) : Frederick Y. Alderson
- Shelley Winters (VF : Claire Guibert): Eva Bardeman
- Paul Douglas (VF : Richard Francœur) : Josia Walter Dudley
- Louis Calhern (VF : Jacques Berlioz) : George Nyle Caswell
- Dean Jagger (VF : Christian Argentin) : Jesse Q. Grimm
- Nina Foch (VF : Rosy Varte) : Erica Martin
- Tim Considine : Mike Walling
- Virginia Brissac (VF : Germaine Kerjean) : Edith Alderson
- Edgar Stehli (VF : Henri Crémieux) : Julius Steigel
- Harry Shannon (VF : Jean Brochard) : Ed Benedeck

Acteurs non crédités :
- Willis Bouchey (VF : Maurice Dorléac) : un détective
- Maidie Norman : la gouvernante
- Gus Schilling : un vendeur de kiosque à journaux
- Charles Wagenheim : Luigi Cassoni

## Distinctions
- La Tour des ambitieux fut présenté au Festival de Venise en 1954 et a obtenu pour tous les acteurs du film, le prix spécial du jury de la meilleure interprétation d'ensemble.

- Le film a été nommé également quatre fois aux Oscars : le meilleur second rôle féminin (Nina Foch), la photographie (George J. Folsey), les décors et les costumes.